# East Hants (Nova Escócia)
East Hants é um município distrital localizado na província da Nova Escócia, no leste do Canadá.  Sua população é de 22.453 habitantes.